# 丸子池田線

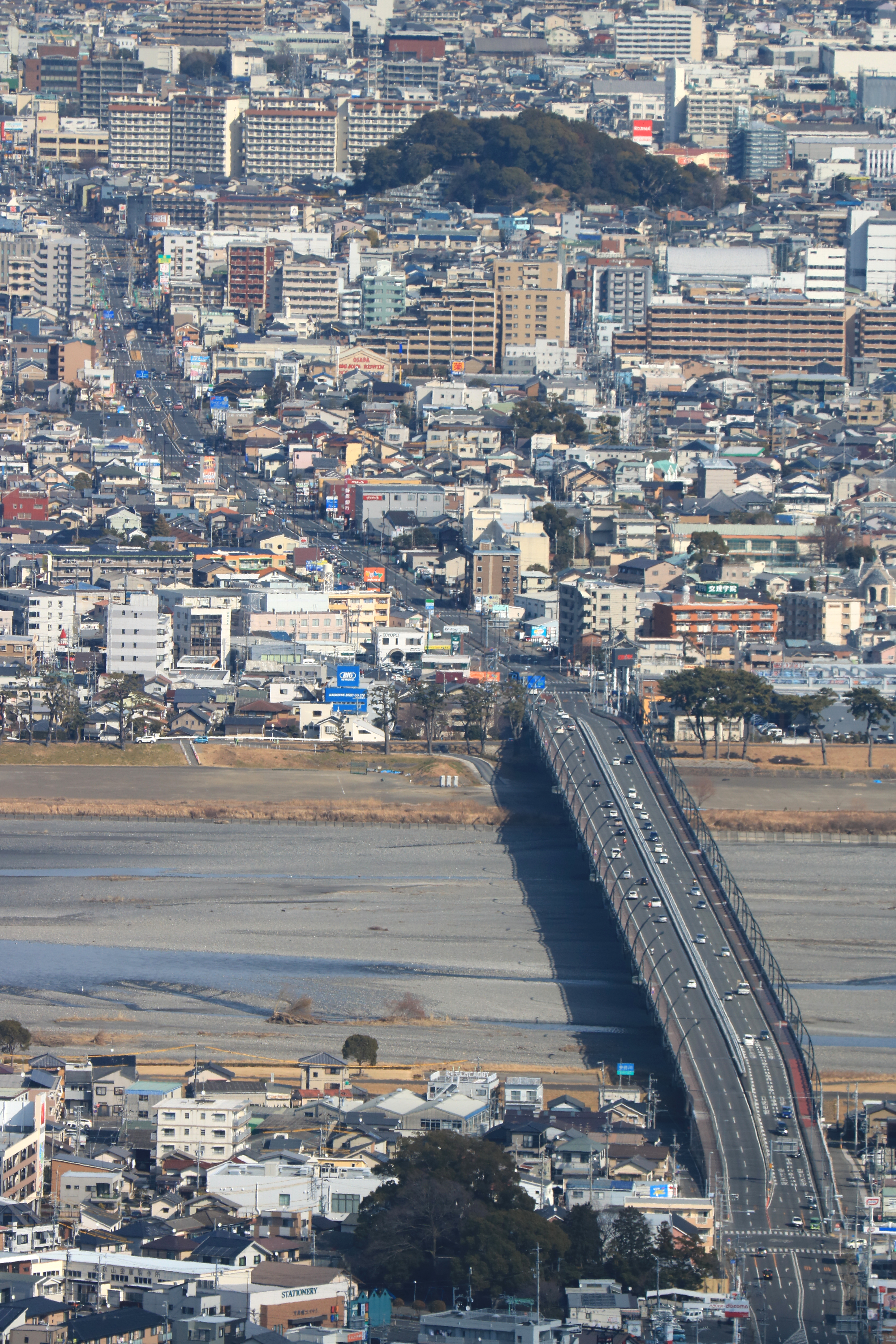
西側の朝鮮岩から望む市道丸子池田線とその安倍川に架かる静岡大橋

丸子池田線（まりこいけだせん）は、静岡県静岡市駿河区丸子六丁目から同区池田に至る都市計画道路である。

## 概要
- 起点 : 静岡市駿河区丸子六丁目（国道1号交点）
- 終点 : 静岡市駿河区池田（静岡県道74号山脇大谷線交点）
- 車線数：4車線（暫定2車線区間あり）
- 総延長：9,070m

安倍川に架かる静岡大橋で長田地区と静岡駅南地区を結んでいる。静岡駅南では静岡県道407号静岡草薙清水線（南幹線）と静岡市道中野小鹿線（南中央通り）の中間にある東西の幹線道路として整備された。

## 歴史
長田地区（安倍川右岸）

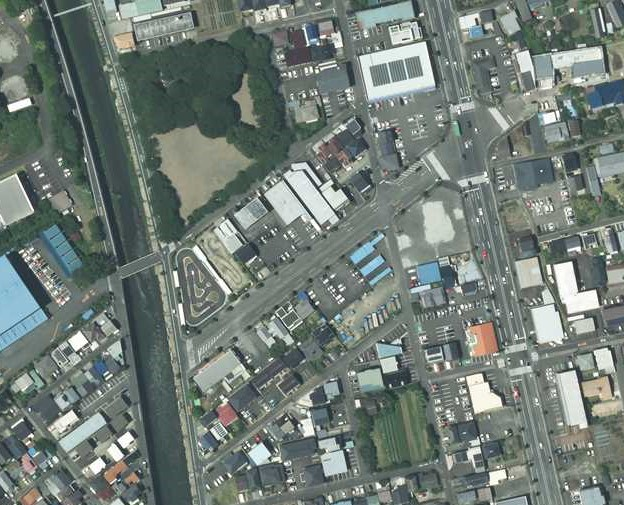
2020年の航空写真。東端の池田付近のみ完成しており、静岡県道74号線と接続した後もさらに伸ばせるように作られている。

- 1992年10月30日 - 静岡大橋が暫定2車線で開通
- 2005年10月12日 - 鎌田アンダーパス開通
- 2007年3月16日 - 静岡大橋が4車線化
- 2008年8月18日 - 丸子〜鎌田間開通

安倍川左岸（久能街道以西）
- 2000年代初頭より静岡県道84号中島南安倍線交点から東方向に整備が進められ、2010年3月24日に石田街道までが開通。2018年8月14日に石田街道から久能街道（静岡県道384号高松日出線）までの区間が開通した。

久能街道以東
- 昭和後期に整備された。ツインメッセ静岡周辺は4車線化されている。小鹿通り以東は未着工であるが、静岡県道74号山脇大谷線交点付近のみ完成しており、東に延長できる構造になっている。

## 接続する道路
- 国道1号

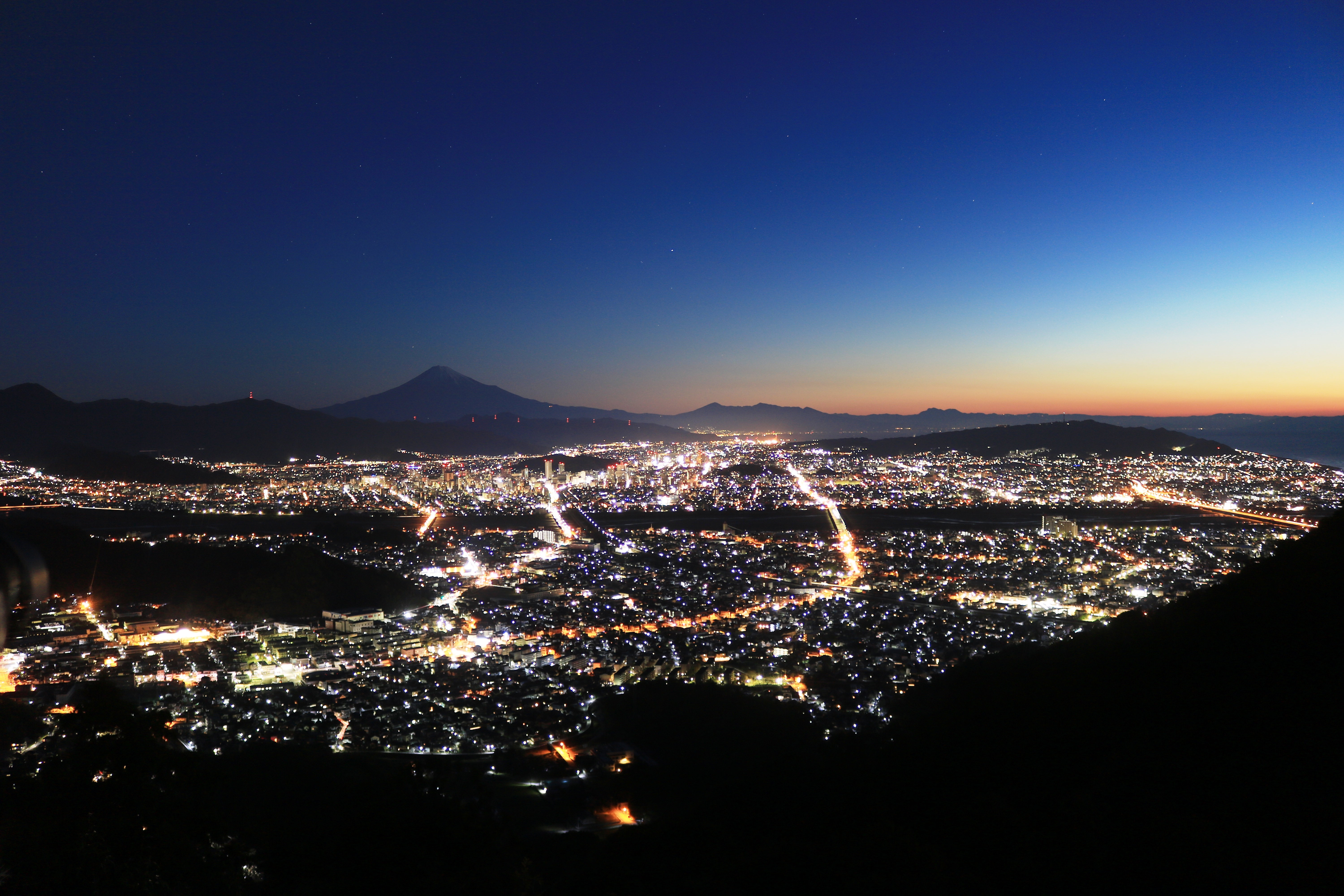
朝鮮岩から望む静岡市の夜景、左奥に富士山、中央やや右寄りに上下に本市道が通る、上流側に国道1号の駿河大橋、下流側に東名高速道路の安倍川橋

- 静岡県道208号藤枝静岡線 （重複区間あり）
- 静岡県道366号用宗停車場丸子線
- 用宗街道
- 静岡県道84号中島南安倍線
- 大浜街道
- 石田街道
- 静岡県道384号高松日出線
- 産業館西通り
- 小鹿通り
- （静岡県道74号山脇大谷線）

## 沿道の施設
- 金属団地
- 静岡市立長田西小学校
- 安倍川駅
- 静岡市立大里西小学校
- 静岡南郵便局
- ツインメッセ静岡
- イトーヨーカドー静岡店
- 静岡市立豊田中学校
- 静岡済生会総合病院
- 静岡県立大学小鹿キャンパス
- 静岡競輪場